# Yingshanosaurus jichuanensis
Yingshanosaurus jichuanensis es la única especie conocida del género extinto Yingshanosaurus  (“lagarto de Yingshan”) de dinosaurio tireóforo estegosáurido, que vivió a finales del período Jurásico, hace aproximadamente 155 millones de años, en el Kimmeridgiense, en lo que hoy es Asia.

## Descripción
Como todos los estegosaurios, Yingshanosaurus era un dinosaurio herbívoro. Medía entre cuatro a cinco metros de largo. El fémur tenía una longitud de 675 milímetros, mientras que la tibia mide cuarenta y seis centímetros. El húmero mide cuarenta centímetros de largo. Cuatro vértebras del sacro (S2-S5) estaban sólidamente fusionadas con el ilión de la pelvis, los espacios entre las costillas sacrales estaban casi cerrados, reducidos a depresiones ovales atravesadas desde abajo por pequeñas aberturas, de no más de un centímetro en sección transversal. Los arcos neurales son de altura media. Las espinas neurales de las vértebras dorsales tiene forma de placa vistas de lado y tienen una cima expandida transversalmente.
Yingshanosaurus tenía un par de espinas en forma de ala de cerca de ochenta centímetros de largo en sus hombros, parecidas en forma y tamaño relativo a las de Gigantspinosaurus. La espina del hombro tiene una base trapezoidal grande y aplanada; tras una abrupta torcedura, sigue un eje más recto y estrecho, aplanado pero con un borde protuberante en el lado externo, proyectándose por detrás del borde de la base inferior. Las placas óseas de su espalda eran más bien pequeñas y relativamente bajas, de forma triangular o como una aleta. Las mayores placas, de quince centímetros de alto y con una longitud en la base de veinte centímetros, son de un perfil similar a las de Hesperosaurus, aunque de un tamaño relativamente más reducido. Estas no tenían "ensanches", es decir, una sección más gruesa en el medio, sino que eran uniformemente aplanadas, con una superficie venosa y rugosa.

## Descubrimiento e investigación
En 1983, un esqueleto de estegosaurio fue excavado en Sichuan por un equipo liderado por Wan Jihou. En 1984, el hallazgo fue reportado por Zhou Shiwu. En 1985, Zhou usó el nombre Yingshanosaurus jichuanensis durante un congreso paleontológico en Toulouse. Aunque su conferencia fue publicada en 1986, se asumió que el nombre permanecería como un nomen nudum debido a la descripción insuficiente. Sin embargo, en 1994 Zhu Songlin realizó una descripción completa del animal. Este hecho pasó desapercibido para muchos investigadores occidentales quienes consideraron al taxón como inválido hasta el inicio del siglo veintiuno. El nombre del género se deriva de la localidad de Yingshan. El nombre de la especie se refiere a la ubicación de la localidad, Jichuan.
El holotipo, CV OO722, fue hallado en una capa tardía de la Formación Shaximiao Superior, que probablemente data de inicios del Kimmeridgiense. Consiste de un esqueleto parcial que incluye un cráneo fragmentario de un individuo adulto. Además incluye varias vértebras dorsales individuales, una serie de vértebras dorsales articuladas con el sacro y la pelvis, siete vértebras de la cola, costillas, siete cheurones, un escapulocoracoides izquierdo, un húmero iquierdo, un radio izquierdo, un segundo metacarpo izquierdo, un fémur izquierdo, una tibia izquierda, un peroné izquierdo, metacarpianos, una falange, varias placas dorsales y una espina izquierda del hombro. Las principales partes faltantes son el cuello y el extremo de la cola. Los huesos craneales son tan fragmentarios que proveen poca información relevante. Un artículo de 2006 realizado por Susannah Maidment estableció que el único espécimen fósil no pudo ser localizado.

## Clasificación
Zhu situó a Yingshanosaurus dentro de la familia Stegosauridae, en la subfamilia Stegosaurinae.